# Convento de Santo Domingo (Piedrahíta)
El convento de Santo Domingo es un edificio en ruinas del municipio español de Piedrahíta, en la provincia de Ávila.

## Historia
Fundado en 1370 o 1371 por doce monjes, por el señorío de Valdecorneja, Hernando Álvarez de Toledo y Leonor de Ayala, este convento sufrió un notable incendio en 1657 que destruyó dos terceras partes de este, en el siglo XVIII estuvo en su pleno apogeo. La desamortización de Mendizábal, en la primera mitad del siglo XIX, supuso su abandono definitivo. Se encuentra rodeado de naturaleza en la villa de Piedrahíta, su dirección es Ctra. Pesquera, 05500 La Cañada, Piedrahíta. En 2007 fue incluido en la lista roja de patrimonio por su mal estado de conservación.